# Gelin (film)
Pour les articles homonymes, voir Gelin.
Pour plus de détails, voir Fiche technique et Distribution.
Gelin est un film turc réalisé par Ömer Lütfi Akad, sorti en 1973.

## Fiche technique
- Titre : Gelin
- Réalisation : Ömer Lütfi Akad
- Scénario : Ömer Lütfi Akad
- Production : Hürrem Erman
- Musique : Yalçin Tura
- Photographie : Gani Turanli
- Pays d'origine : Turquie
- Format : Couleurs
- Genre : Drame
- Date de sortie : 1973

## Distribution
- Hülya Koçyiğit : Meryem, la femme de Veli
- Kerem Yilmazer : Veli
- Ali Şen : Haci Ilyas, le père de Veli
- Kahraman Kýral : Osman, son fils
- Aliye Rona : la mère de Veli